# Agente consolare

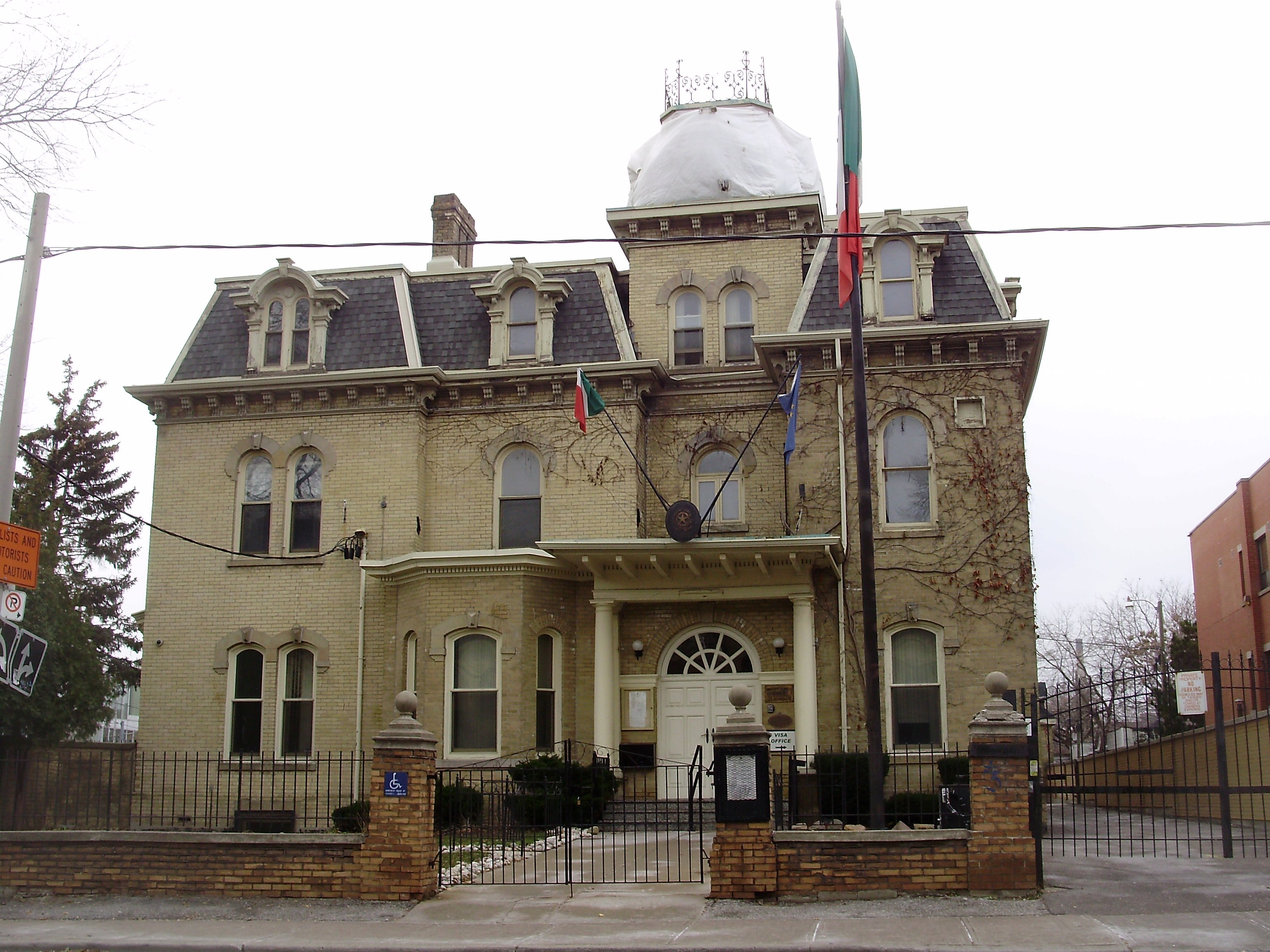
Consolato generale d'Italia a Toronto.

Gli agenti consolari (detti anche semplicemente consoli) sono funzionari attraverso i quali lo Stato esercita attività del suo diritto interno sul territorio di uno Stato straniero per concessione di questo. Le relazioni consolari s'instaurano tra due stati a seguito di un trattato internazionale, detto convenzione consolare.
Gli agenti consolari si differenziano nettamente dai diplomatici, ai quali nel linguaggio comune sono assimilati, in quanto compiono atti giuridici di diritto interno (di natura prevalentemente amministrativa) dello Stato per il quale prestano servizio e non atti giuridici di diritto internazionale (di natura politica), come invece fanno i diplomatici. È tuttavia vero che quando uno Stato non ha agenti diplomatici in un altro, alcune funzioni di questi ultimi possono essere eccezionalmente svolte da agenti consolari e, viceversa, quando uno Stato non ha in un altro agenti consolari può attribuire le loro funzioni agli agenti diplomatici presenti.

## Classi e carriera
Secondo il diritto internazionale i capi di posti consolari sono ripartiti in quattro classi, come segue:
a. console generale;
b. console;
c. viceconsole;
d. agente consolare.
Tali classi sono elencate nell'art. 9 della Convenzione di Vienna sulle relazioni consolari.
Per il diritto interno degli stati gli agenti consolari sono funzionari dipendenti dal Ministero degli Affari Esteri o dal dicastero corrispondente. Si distinguono in inviati (o di carriera) e onorari (o eletti). Gli agenti inviati sono funzionari burocratici dello Stato (di solito appartenenti alla stessa carriera dei diplomatici) mentre quelli onorari svolgono le loro funzioni a titolo non professionale e sono scelti tra coloro che risiedono nello Stato in cui devono svolgere le loro funzioni (di solito, ma non necessariamente, sono cittadini dello Stato per il quale prestano servizio). Sono onorari gli agenti consolari di II categoria e di I categoria gli agenti consolari di carriera.

## Posto consolare

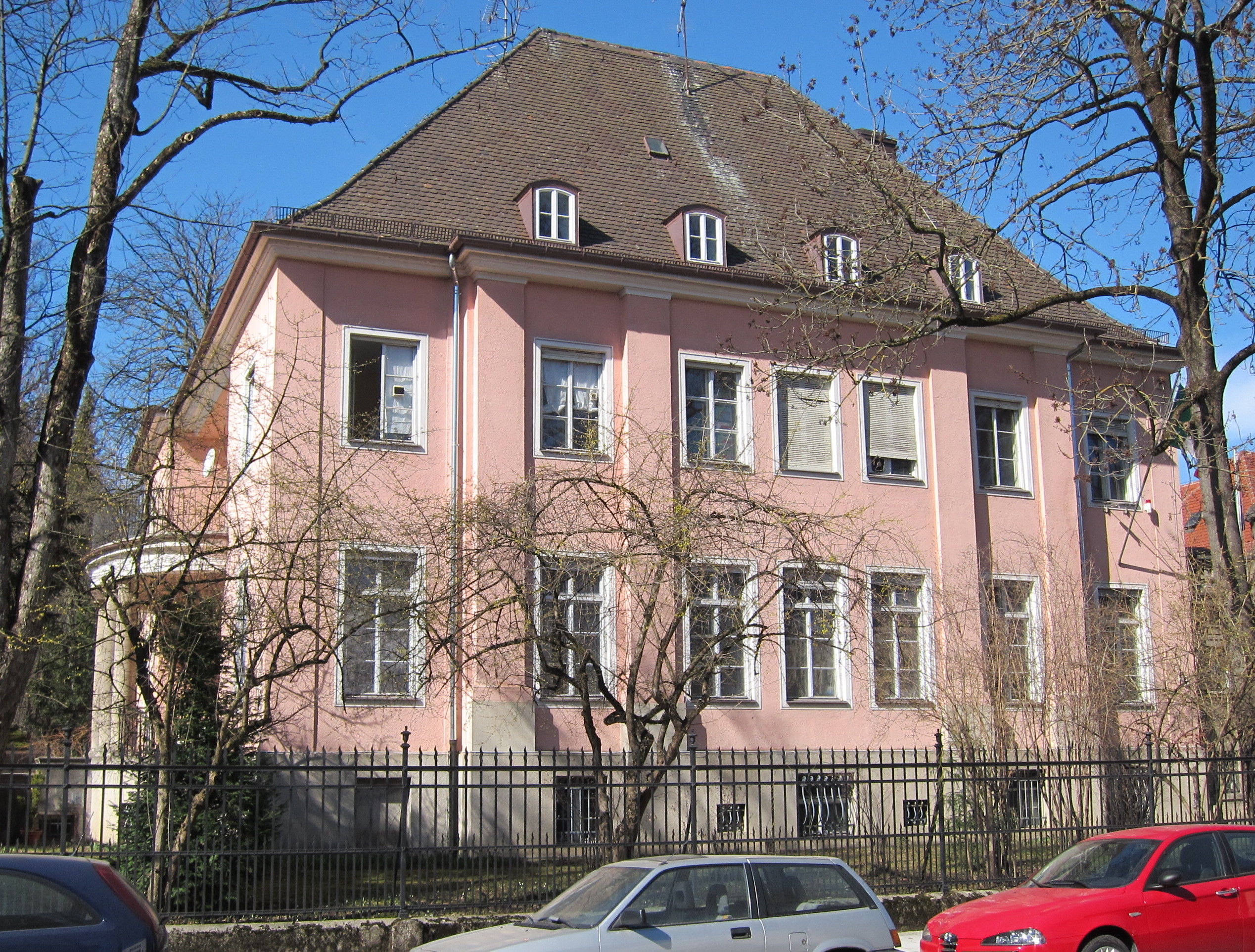
Consolato generale d'Italia a Monaco di Baviera.

Gli agenti consolari sono preposti ad un ufficio detto genericamente posto consolare, che prende il nome di consolato generale, consolato, viceconsolato o agenzia consolare in relazione al numero di abitanti della circoscrizione, importanza economica del luogo, presenza di un porto commerciale etc. Nell'ufficio, oltre al titolare (il capo del posto consolare), possono operare altri agenti consolari, suoi collaboratori, nonché personale esecutivo e ausiliario.
Vi possono essere più posti consolari nel territorio di uno Stato, ognuno competente per una parte dello stesso, oppure un solo posto competente per l'intero territorio o, ancora, posti competenti per il territorio di più Stati. La circoscrizione territoriale per la quale è competente un posto consolare è detta distretto consolare. I posti consolari sono collocati in relazione gerarchica tra loro: ad esempio, i viceconsolati possono dipendere da un consolato o da un consolato generale. Tutti i posti consolari, inoltre, dipendono dalla missione diplomatica accreditata nello Stato di residenza.

## Nomina
L'agente consolare è preposto all'ufficio con lettera patente firmata dal capo dello Stato o dal ministro degli esteri (o organo corrispondente), se si tratta di un console generale, oppure da un agente di grado superiore o dal capo della missione diplomatica; la nomina è notificata al ministero degli esteri dello Stato ospite dal capo della missione diplomatica di quello che l'ha effettuata.
L'agente non può tuttavia esercitare le sue funzioni finché non ha ricevuto l'autorizzazione (exequatur) del capo dello Stato ospite o del suo ministro degli esteri (per prassi è concessa dal capo dello Stato ove la lettera patente sia stata firmata dall'altro capo dello Stato, dal ministro degli esteri negli altri casi); l'exequatur è notificato dal ministro degli esteri al capo della missione diplomatica dello Stato che ha nominato l'agente. Va notato che questi atti, a differenza di quelli per l'accreditamento degli agenti diplomatici, sono di diritto interno degli Stati e non atti di diritto internazionale.

## Funzioni
Secondo la Convenzione di Vienna sulle relazioni consolari del 24 aprile 1963, le funzioni consolari consistono nel:
- proteggere nello Stato di residenza gli interessi dello Stato d'invio e dei suoi cittadini, siano questi persone fisiche oppure giuridiche, nei limiti ammessi dal diritto internazionale;
- favorire lo sviluppo di relazioni commerciali, economiche, culturali e scientifiche tra lo Stato d'invio e lo Stato di residenza e promuovere in qualsiasi altra maniera relazioni amichevoli fra gli stessi;
- informarsi, con tutti i mezzi leciti, delle condizioni e dell'evoluzione della vita commerciale, economica, culturale e scientifica dello Stato di residenza, fare rapporto a questo riguardo al governo dello Stato d'invio e dare informazioni alle persone interessate;
- concedere passaporti e documenti di viaggio ai cittadini dello Stato d'invio, come anche visti e documenti appropriati alle persone che desiderano recarsi in questo Stato;
- prestare soccorso e assistenza ai cittadini, siano questi persone fisiche oppure giuridiche, dello Stato d'invio;
- agire come notaio e ufficiale dello Stato civile ed esercitare funzioni simili e talune funzioni d'ordine amministrativo, in quanto non ostino le leggi e i regolamenti dello Stato di residenza;
- tutelare gl'interessi dei cittadini, siano questi persone fisiche oppure morali, dello Stato d'invio, nelle successioni sul territorio dello Stato di residenza, conformemente alle leggi e ai regolamenti dello Stato di residenza;
- tutelare, nei limiti stabiliti dalle leggi e dai regolamenti dello Stato di residenza, gl'interessi dei minorenni e degli incapaci, cittadini dello Stato d'invio, particolarmente qualora sia richiesta a loro riguardo l'istituzione d'una tutela o d'una curatela;
- con riserva delle pratiche e procedure vigenti nello Stato di residenza, rappresentare i cittadini dello Stato d'invio o prendere disposizioni allo scopo d'assicurare loro una rappresentanza appropriata davanti ai tribunali o alle altre autorità dello Stato di residenza per domandare, conformemente alle leggi e ai regolamenti di questo Stato, lo stabilimento di misure provvisorie a tutela dei diritti e degli interessi di questi cittadini, qualora, per effetto della loro assenza o per qualsiasi altra cagione, non possano difendere in tempo utile i loro diritti e interessi;
- trasmettere atti giudiziali e stragiudiziali o eseguire commissioni rogatorie secondo gli accordi internazionali vigenti o, in mancanza di tali accordi, in maniera compatibile con le leggi e i regolamenti dello Stato di residenza;
- esercitare i diritti di controllo e d'ispezione, previsti dalle leggi e dai regolamenti dello Stato d'invio, sui navigli marittimi e sui battelli fluviali aventi la cittadinanza di questo Stato e sugli aeromobili immatricolati nello stesso, come anche sui loro equipaggi;
- prestare assistenza ai suddetti navigli, battelli e aeromobili menzionati, e ai loro equipaggi, ricevere le dichiarazioni sul viaggio di questi navigli e battelli, esaminare e vistare le carte di bordo e, senza pregiudizio dei poteri delle autorità dello Stato di residenza, fare inchieste sugli infortuni occorsi nella traversata e comporre, in quanto l'autorizzino le leggi e i regolamenti dello Stato d'invio, le controversie di qualsiasi natura tra il capitano, gli ufficiali e i marinai;
- esercitare tutte le altre funzioni affidate a un posto consolare dallo Stato di invio, che non siano vietate dalle leggi e dai regolamenti dello Stato di residenza o alle quali questo Stato non s'opponga, oppure che sono menzionate negli accordi internazionali in vigore tra lo Stato d'invio e lo Stato di residenza.

## Immunità consolari
Agli agenti consolari sono accordate le cosiddette immunità consolari, analoghe alle immunità diplomatiche ma meno estese.
Le immunità consolari, attualmente sancite dalla Convenzione di Vienna sulle relazioni consolari del 1963, comprendono:
- la libertà di comunicazione e l'inviolabilità della corrispondenza tra il posto consolare e le autorità dello Stato d'invio o la sua missione diplomatica;
- l'inviolabilità personale, limitata tuttavia all'arresto e alla detenzione disposti nel corso del processo penale;
- la libertà di movimento e la libertà di comunicazione compresi i corrieri diplomatici o consolari, la valigia diplomatica o consolare e i messaggi crittografici;
- l'inviolabilità degli archivi e delle stanze consolari;
- l'inviolabilità dell'abitazione dell'agente consolare, a condizione che l'agente stesso sia di carriera e la sua abitazione si trovi nello stesso edificio che ospita il posto consolare;
- l'immunità dalla giurisdizione, di cui l'agente consolare, a differenza del diplomatico, gode solamente per gli atti che attengono all'esercizio delle sue funzioni (cosiddetta immunità funzionale);
- l'esenzione fiscale dalle imposte dirette personali;
- l'esenzione dai diritti doganali e dall'ispezione doganale;
- l'esenzione dall'obbligo di testimoniare in sede processuale.

Va rilevato che gli stati, con convenzioni particolari, possono reciprocamente accordare ai propri agenti consolari immunità più ampie rispetto a quelle stabilite nella Convenzione di Vienna del 1963.

## Corpo consolare
È detto corpo consolare l'insieme degli agenti consolari che svolgono le loro funzioni in uno Stato.
È presieduto dal decano, che di norma è l'agente consolare di rango più elevato e con maggiore anzianità in base all'exequatur concesso dallo stato di residenza.
Tanto il corpo consolare quanto il suo decano, che ne è il portavoce, hanno funzioni essenzialmente cerimoniali. Tuttavia il decano, previa consultazione col corpo consolare, può presentare note di protesta allo Stato di residenza per questioni che interessano la generalità dei membri (ad esempio, per il mancato rispetto delle prerogative riconosciute agli agenti consolari). Ulteriori funzioni possono essere attribuite da specifici trattati.
Le principali associazioni che raccolgono i corpi consolari sono: l'International Federation of Consular Corps and Associations (F.I.C.A.C.) fondata nel 1982 a Copenaghen; l'Unione dei Consoli Onorari d'Italia nel Mondo, nata dall'U.C.O.I. nel 2004 (entrambe con sede a Roma); la Fédération des Union des Consuls Honoraires en Europe (F.U.C.H.E.), istituita dal Parlamento Europeo nel '95 per opera dell'U.C.O.I.

## Notizie storiche
La figura del console nasce nel Medioevo non come organo dello stato ma come istituzione corporativa: era un magistrato eletto dalla comunità dei mercanti originari di uno stato e residenti in un altro, con il compito principale di amministrare la giustizia tra gli stessi secondo il diritto del paese di origine o la lex mercatoria (era il cosiddetto console dei mercanti o console giudice).
Nel caso delle repubbliche marinare, esisteva la figura specifica del "console del mare", che si occupava specificamente delle questioni legate alla navigazione e alle operazioni ad essa connesse.
In seguito il console è divenuto un organo dello Stato, perdendo gran parte delle funzioni giurisdizionali e acquisendo, invece, funzioni amministrative. Tuttavia ancora all'inizio del XX secolo in alcuni paesi appartenenti all'ex Impero ottomano, dove vigeva il cosiddetto regime delle capitolazioni, ai cittadini dei paesi occidentali era riconosciuto il privilegio di essere giudicati dal console del proprio paese invece che dai giudici locali.